# Сельский округ имени Кудайбергена Жубанова
Сельский округ имени Кудайбергена Жубанова (каз. Құдайберген Жұбанов атындағы ауылдық округ) входит в состав Мугалжарского района (Актюбинская область Казахстана), расположен в центральной части района. Назван в честь казахского учёного-языковеда, филолога, общественного и государственного деятеля Кудайбергена Жубанова, который родился на территории округа. Территория округа — 163 473 га.
Административный центр округа — село Караколь, расстояние до районного центра — 60 км. В состав округа входят также село Жанатурмыс. По состоянию на 2019 год, численность населения округа составляет 742 человек. Количество хозяйствующих субъектов на территории округа — 32 ед., из них ТОО — 3 ед., КХ — 29 ед. В округе функционирует 2 объекта образования (СШ имени Ахмета Жубанова в с. Каракол и ОШ в с. Жанатурмыс), 2 объекта здравоохранения (МП в с. Каракол и ФП в с. Жанатурмыс), 2 сельских клуба, отделение почтовой связи, детский сад и библиотека. Одним из излюбленных мест отдыха жителей и гостей района является лесной массив Оркаш.